# État libre d'Orange (parfumeur)
Cet article concerne le parfumeur. Pour l'ancienne république boer du XIXe siècle, voir État libre d'Orange.
État Libre d'Orange (Éditions des Sens) est une maison de parfum française, fondée par Etienne de Swardt en 2006.

## La marque
L'État libre d'Orange est une ancienne république boer et la région de naissance du créateur de la marque.
En 2012, la marque dispose d'un réseau de distribution dans 20 pays et d'un site de vente en ligne. Les créateurs de parfums, qui travaillent en coentreprise, sont invités à créer une fragrance sur un thème proposé.

## Identité visuelle
Son logo décline une cocarde bleu-blanc-rouge sur un disque blanc.
Tous les flacons des parfums créés sont identiques, à l'exception de leur nom, qui vient entourer le logo. 